# Spilosoma tenuivena
Spilosoma tenuivena là một loài bướm đêm thuộc phân họ Arctiinae, họ Erebidae.